# Hokej na trawie na Letnich Igrzyskach Olimpijskich Młodzieży 2010 – turniej dziewcząt
Turniej dziewcząt w hokeju na trawie na I Letnich Igrzyskach Olimpijskich Młodzieży odbył się w dniach 16 sierpnia - 24 sierpnia 2010 (finał). Do turnieju przystąpiło 6 reprezentacji. W pierwszej fazie turnieju rozegrały mecze w systemie kołowym - każdy z każdym. Z wyników utworzono tabelę. Dwie pierwsze drużyny awansowały do finału, trzecia i czwarta do meczu o 3. miejsce, a dwie ostatnie do meczu o 5. miejsce.

## Faza eliminacyjna

### Wyniki
| Poz. | Reprezentacja    | Pkt | Mecze | Mecze | Mecze | Mecze | Bramki | Bramki | Bramki  |
| Poz. | Reprezentacja    | Pkt | M     | Z     | R     | P     | wyg.   | prz.   | różnica |
| ---- | ---------------- | --- | ----- | ----- | ----- | ----- | ------ | ------ | ------- |
| 1    | Argentyna        | 13  | 5     | 4     | 1     | 0     | 17     | 13     | +4      |
| 2    | Holandia         | 11  | 5     | 3     | 2     | 0     | 21     | 5      | +16     |
| 3    | Nowa Zelandia    | 9   | 5     | 3     | 0     | 2     | 10     | 6      | +4      |
| 4    | Korea Południowa | 7   | 5     | 2     | 1     | 2     | 11     | 12     | -1      |
| 5    | Irlandia         | 3   | 5     | 1     | 0     | 4     | 6      | 12     | -6      |
| 6    | RPA              | 0   | 5     | 0     | 0     | 5     | 1      | 28     | -27     |

### 1. kolejka
16 sierpnia 2010
| Holandia | 3:1 | Irlandia |

16 sierpnia 2010
| Argentyna | 7:0 | RPA |

16 sierpnia 2010
| Nowa Zelandia | 3:2 | Korea Południowa |

### 2. kolejka
17 sierpnia 2010
| Holandia | 13:0 | RPA |

17 sierpnia 2010
| Irlandia | 2:3 | Nowa Zelandia |

17 sierpnia 2010
| Korea Południowa | 2:3 | Argentyna |

### 3. kolejka
19 sierpnia 2010
| Korea Południowa | 3:1 | RPA |

19 sierpnia 2010
| Irlandia | 0:3 | Argentyna |

19 sierpnia 2010
| Holandia | 1:0 | Nowa Zelandia |

### 4. kolejka
20 sierpnia 2010
| Korea Południowa | 3:2 | Irlandia |

20 sierpnia 2010
| Argentyna | 2:2 | Holandia |

20 sierpnia 2010
| RPA | 0:4 | Nowa Zelandia |

### 5. kolejka
22 sierpnia 2010
| Nowa Zelandia | 0:1 | Argentyna |

22 sierpnia 2010
| Holandia | 2:2 | Korea Południowa |

22 sierpnia 2010
| RPA | 0:1 | Irlandia |

## Faza finałowa

### Mecz o 5. miejsce
24 sierpnia 2010
| Irlandia | 3:1 | RPA |

### Mecz o 3. miejsce
24 sierpnia 2010
| Nowa Zelandia | 5:4 (po dogrywce) | Korea Południowa |

### Finał
24 sierpnia 2010
| Argentyna | 1:2 (po dogrywce) | Holandia |

## Klasyfikacja końcowa
| Miejsce | Zawodnik         |
| ------- | ---------------- |
|         | Holandia         |
|         | Argentyna        |
|         | Nowa Zelandia    |
| 4       | Korea Południowa |
| 5       | Irlandia         |
| 6       | RPA              |